# Джефрі Вайзман
Джефрі Вайзман (англ. Jeffrey Weissman ; нар. 2 жовтня 1958 року, Санта-Моніка, США) — американський кіно та телеактор. Є викладачем Комедія дель арте та кінотехніки, серед студентів як професіонали, так і новачки в мистецтві. Він також викладає акторську майстерність у кіно, режисуру, сценарій та імпровізацію в Школі цифрового кіно в Сан-Франциско.

## Освіта
Джеффрі Вайзман навчався акторській майстерності та виставі в Американській косерваторії-театрі, Університеті штату Сан-Франциско, Університеті Каліфорнії в Лос-Анджелесі та Сіті-коледжі Санта-Моніки.
Його комедійний досвід включає роботу з випускниками The Second City, Енді Голдбергом та Білла Хаднаттом в ситкомі. Він також навчався з Роном Кемпбеллом і брав участь в акторських майстер-класах з Пітером Флудом, Джекі Бентоном. Він навчався майстер-класам з танців, руху та оповідання історій. Він також тренувався під керівництвом Джекі Бентона, Пітера Флуда та Білла Хадната, а також був університетським гравцем у Los Angeles Theatersports.

## Кар'єра
Джефрі Вайзман працював у рекламі, телевізійних шоу та художніх фільмах, і, ймовірно, найбільш відомий своєю роллю Джорджа Макфлая у двох продовженнях «Назад у майбутнє», змінивши роль Кріспіна Гловера, який відмовився повернутися до фільму. Для цієї ролі Вайзман одягнув надзвичайно сильний грим, щоб зробити його схожим на Гловера, і більшість його сцен були зняті з ним або догори ногами, або на другому плані. Зрештою Гловер подав до суду на продюсерів за використання його образу без його дозволу.
Він знявся в ролях у художніх фільмах, зокрема «Блідий вершник» і «Сутінкова зона: Фільм». Він також брав участь у таких телевізійних шоу, як «Врятовані дзвоником», «Шоу чоловіка», «Даллас», «Макс Хедрум», «Опудало та місіс Кінг», «Мультфільм Чіпа та Пеппера» та «Суд розлучення». Його комерційні заслуги включають інтерактивну телевізійну рекламу і різдвяну рекламу для продуктової мережі Publix.
Він був режисером для Universal Studios в Японії і він був художнім керівником імпровізованої комедійної групи «Летючі пінгвіни» (допомагаючи створити відомий Los Angeles Theatre Sports, який зараз існує 18 років).

## Фільмографія
- 1983 Сутінкова зона / Молодий чоловік
- 1984 Небезпечний Джонні / Продавець сорочок
- 1984 Кракери / Танцівник за лаштунками
- 1985 Ім'я йому Смерть / Тедді Конвей
- 1985 Даллас / епізод «Знімання рауля»
- 1989 Назад у майбутнє 2 / Джордж Дуглас Макфлай
- 1990 Назад у майбутнє 3 / Джордж Дуглас Макфлай
- 1991 Для хлопців / менеджер Північної Африки
- 2001 Захищати та служити / Жан Годдар
- 2001 Шостий елемент / Гроухо
- 2001 Великий крок Макса Кіблса / МакГуглес (боді)
- 2004 Автоботи / Мослі
- 2005 Повернутися до відправника / старий комік
- 2005 Ангели з кутами / Грохо
- 2005 Нічні льотчики / Лі Хавторн
- 2006 Автомобільні красуні / Джей
- 2006: Озираючись у майбутнє (документальний фільм)
- 2007: Зніміть капелюха / доктор Болла
- 2008: Наша повнометражна презентація / Х'юго Вілмінгтон
- 2009: Американські учні / доктор Гаровнскі
- 2010: Шато Меру / Рой Хатчінсона
- 2015: Будівельник човнів / Буд